# Manteca 440 (pera)
Manteca 440 es el nombre de una variedad cultivar de pera europea Pyrus communis. Esta pera está cultivada en la colección de la Estación Experimental Aula Dei (Zaragoza). Esta pera también está cultivada en diversos viveros entre ellos algunos dedicados a conservación de árboles frutales en peligro de desaparición. Esta pera está muy difundido su cultivo en España, originaria de la Galicia concretamente de Padrón en la Provincia de La Coruña, donde tuvo su mejor época de cultivo comercial en la década de 1960, y actualmente en menor medida aún se encuentra.

## Sinonimia
- "Manteiga de Galicia",[9][10]
- "de Manteca 440",[11][12][1]
- "Pera de Manteca 440".[13]

## Historia
'Manteca 440' está considerada incluida en las variedades locales autóctonas muy antiguas, cuyo cultivo se centraba en comarcas muy definidas. Se caracterizaban por su buena adaptación a sus ecosistemas y podrían tener interés genético en virtud de su adaptación. Se encontraban diseminadas por todas las regiones fruteras españolas, aunque eran especialmente frecuentes en la España húmeda. Estas se podían clasificar en dos subgrupos: de mesa y de cocina (aunque algunas tenían aptitud mixta).
'Manteca 440' es una variedad clasificada como de mesa, difundido su cultivo en el pasado por los viveros comerciales y cuyo cultivo en la actualidad se ha reducido a huertos familiares y jardines privados.

## Características
El peral de la variedad 'Manteca 440' tiene un vigor medio; florece a inicios de mayo; tubo del cáliz pequeño o medio, en embudo con conducto corto, ancho y aún más ensanchado hacia el corazón, y el conducto, totalmente ocupado por la base de los pistilos que es carnosa y gruesa.
La variedad de pera 'Manteca 440' tiene un fruto de tamaño pequeño a medio; forma variable tanto turbinada, como turbinada breve o piriforme, con cuello poco marcado, asimétrica, y un contorno irregular, a veces acostillado; piel lisa y brillante o semi-ruda y mate; con color de fondo verde oscuro pasando a amarillo yema, sin chapa, sobre color ausente, color del sobre color ausente, distribución del sobre color ausente, presentando un punteado ruginoso-"russeting" muy marcado, con zonas ruginosas suaves de color oliváceo o bronceado más o menos extendidas en la zona peduncular y alrededor del ojo y ligera maraña por el resto del fruto, "russeting" (pardeamiento áspero superficial que presentan algunas variedades) medio; pedúnculo de longitud corto o medio, grosor medio, leñoso o grueso y semi-carnoso, carnoso y ensanchado en la base, recto o ligeramente curvo, ruginoso-"russeting" cobrizo, implantado derecho u oblicuo, superficial, cavidad del pedúnculo nula o casi superficial, con frecuencia mamelonada; anchura de la cavidad calicina generalmente muy amplia y casi superficial, como si estuviese aplastada, con el borde suavemente ondulado; ojo pequeño, cerrado o entreabierto; sépalos verdosos, triangulares, cortos, cóncavos, medio erectos, convergentes o tumbados sobre el ojo.
Carne de color blanco crema; textura fina, medio firme, muy jugosa; sabor característico de la variedad, muy aromático, alimonado, especial, y agradable; corazón pequeño. Eje estrecho relleno o abierto en parte. Celdillas medianas. Semillas de tamaño pequeño, elípticas, ligeramente espolonadas, punto de inserción muy amplio, oblicuo, de color castaño más o menos oscuro, y en general bien desarrolladas.
La pera 'Manteca 440' tiene una época de maduración y recolección muy temprana en la tercera decena de julio y primera de agosto (en E.E. de Aula Dei de Zaragoza). Se usa como pera de mesa fresca, y en cocina para hacer compotas.